# مانول (داکوتای شمالی)
مانول(به انگلیسی: Manvel) شهری در ایالت داکوتای شمالی کشور ایالات متحده آمریکا است که جمعیت آن در سرشماری سال ۲۰۱۰ میلادی، ۳۶۰ نفر بوده‌است.